# Ceny české filmové kritiky 2020
Ceny české filmové kritiky 2020 je jedenáctý ročník Cen české filmové kritiky. Ceny byly předány v sobotu 6. února 2021, slavnostní předávání moderovali Světlana Witowská a Ondřej Cihlář.

## Výherci a nominovaní
Vítěz je uveden jako první a tučně.

### Nejlepší film
- Krajina ve stínu
- Šarlatán
- V síti

### Nejlepší dokument
- V síti
- Alchymická pec
- Králové videa

### Nejlepší režie
- Agnieszka Hollandová – Šarlatán
- Barbora Chalupová a Vít Klusák – V síti
- Bohdan Sláma – Krajina ve stínu

### Nejlepší scénář
- Petr Zelenka – Modelář
- Marek Epstein – Šarlatán
- Ivan Arsenjev – Krajina ve stínu

### Nejlepší herečka
- Magdaléna Borová – Krajina ve stínu
- Anna Geislerová – Havel
- Jaroslava Pokorná – Šarlatán

### Nejlepší herec
- Ivan Trojan – Šarlatán
- Viktor Dvořák – Havel
- Jiří Mádl – Modelář

### Audiovizuální počin
- Tomáš Klein a Viera Čákanyová – FREM (kamera)
- Noro Držiak – Cesta do nemožna (výtvarný koncept)
- Diviš Marek – Krajina ve stínu (kamera)

### Cena innogy pro objev roku
- Jindřich Andrš – Nová šichta
- Cyril Dobrý – Zrádci
- Viera Čákanyová – FREM

### Mimo kino
- Zrádci  – Viktor Tauš, Matěj Chlupáček a Miro Šifra
- sKORO NA mizině – Vladimír Skórka, Michal Suchánek, Petr Kolečko a Martin Šimiček
- Herec – Peter Bebjak, Petr Bok a Pavel Gotthard

### Nejlepší krátký film
- Anatomie českého odpoledne – Adam Martinec
- M E Z E R Y – Nora Štrbová
- Pripyat Piano – Eliška Cílková